# Тиневичі Малі
Тиневичі Малі (Тиневіче-Малі, пол. Tyniewicze Małe) — село в Польщі, у гміні Нарва Гайнівського повіту Підляського воєводства. Населення — 52 особи (2011).

## Історія
У минулому село було передмістям Нарви. Наприкінці XIX століття в селі заснована церковна школа грамоти.
У 1975—1998 роках село належало до Білостоцького воєводства.

## Демографія
Демографічна структура станом на 31 березня 2011 року:
|          | Загалом | Допрацездатний вік | Працездатний вік | Постпрацездатний вік |
| -------- | ------- | ------------------ | ---------------- | -------------------- |
| Чоловіки | 23      | 0                  | 14               | 9                    |
| Жінки    | 29      | 3                  | 3                | 23                   |
| Разом    | 52      | 3                  | 17               | 32                   |

У 1891 році в селі налічувалося 38 будинків та 298 мешканців, у 1936 році — 38 будинків та 197 мешканців, у 1959 році — 43 будинки та 225 мешканців.